# Segoromulyo
Segoromulyo is een bestuurslaag in het regentschap Rembang van de provincie Midden-Java, Indonesië. Segoromulyo telt 1243 inwoners (volkstelling 2010).